# Lamar River
Lamar River er en biflod til Yellowstonefloden i den nordvestlige del af staten Wyoming i USA. Floden, der er ca. 64 km lang, har hele sit forløb inden for grænserne af Yellowstone National Park. 

## Navn
Indtil ca. 1885 var floden kendt som East Fork of the Yellowstone River, men under en geologisk ekspedition i 1884-85 blev floden opkaldt efter den daværende indenrigsminister i USA, Lucius Quinctius Cincinattus Lamar. .

## Geografi
Floden udspringer i bjergkæden Absaroka Range i den østlige del af nationalparken og flyder mod vest gennem parkens nordøstlige hjørne.  Floden har adskillige mindre bifloder, fx Soda Butte Creek, og Slough Creek. Floden udmunder i Yellowstonefloden lige efter Yellowstone Falls, nær Tower Junction, Wyoming. Den del af parken som floden strømmer gennem blev hådt ramt under den store skovbrand i 1989.

## Dyreliv
Floden løber gennem Lamar Valley, som sammen med Hayden Valley, er blevet kaldt Nordamerikas Serengeti på grund af det rige dyreliv i dalen. Dalen er kendt som et af de bedste steder at observere grizzlybjørne og ulve, hvoraf flere af parkens flokke holder til i dalen. Tre steder i dalen, Soda Butte, Crystal Creek og Rose Creek,  blev der udsat ulve, da man genindførte ulvene i nationalparken i 1995. . Der er også større flokke af bison, som ofte ses i dalen og der er mulighed for at møde wapitihjorte og flere andre dyr.
Floden er et populært sted for fluefiskere .